# Asarine couchée
Asarina procumbens
Espèce
L'asarine couchée (Asarina procumbens) est une espèce de plantes à fleurs de la famille des Plantaginaceae. C'est le seul représentant connu en France du genre Asarina. C'est une plante plutôt montagnarde, présente notamment dans la chaîne pyrénéenne et le Massif central, dont les fleurs blanc jaunâtre rappellent par leur forme celles de la gueule-de-loup.
Autres noms vernaculaires : muflier à feuilles d'asaret, muflier à feuilles d'asarum, muflier couché, petit asaret.

## Description

### Écologie et habitat
C'est une plante vivace poussant le plus souvent dans les interstices des rochers siliceux. On la rencontre en moyenne montagne à partir de 400 mètres, en montagne jusqu'à 1 800 mètres. Assez rare, elle est présente dans les Pyrénées orientales, les collines du Roussillon, le Massif central et les Cévennes. Elle fait l'objet d'un arrêté de protection dans la région Auvergne.
- Floraison : avril à septembre
- Pollinisation : entomogame
- Dissémination : épizoochore

### Morphologie générale et végétative
C'est une plante herbacée velue ne dépassant pas 10 à 20 cm de haut, à souche subligneuse, à tiges rampantes flexueuses (se recourbant à plusieurs reprises). Les feuilles (3 à 4 cm) sont longuement pétiolées. Elles sont opposées, simples, à limbe réniforme crénelé et velu (le bord du limbe est souvent marqué de rouge).

### Morphologie florale
Les fleurs sont solitaires ou en petits racèmes (2 ou 3 fleurs) à l'aisselle des feuilles. Petit calice tubulé très velu à cinq dents. Corolle de couleur blanc jaunâtre dont les pièces sont marquées au centre de petits traits violacés formant des stries. Cette corolle en tube se termine par deux lèvres, la supérieure bilobée, l'inférieure trilobée avec un renflement (le palais) fermant la gorge. 4 étamines.

### Fruit et graines
Le fruit est une petite capsule glabre.

## Galerie

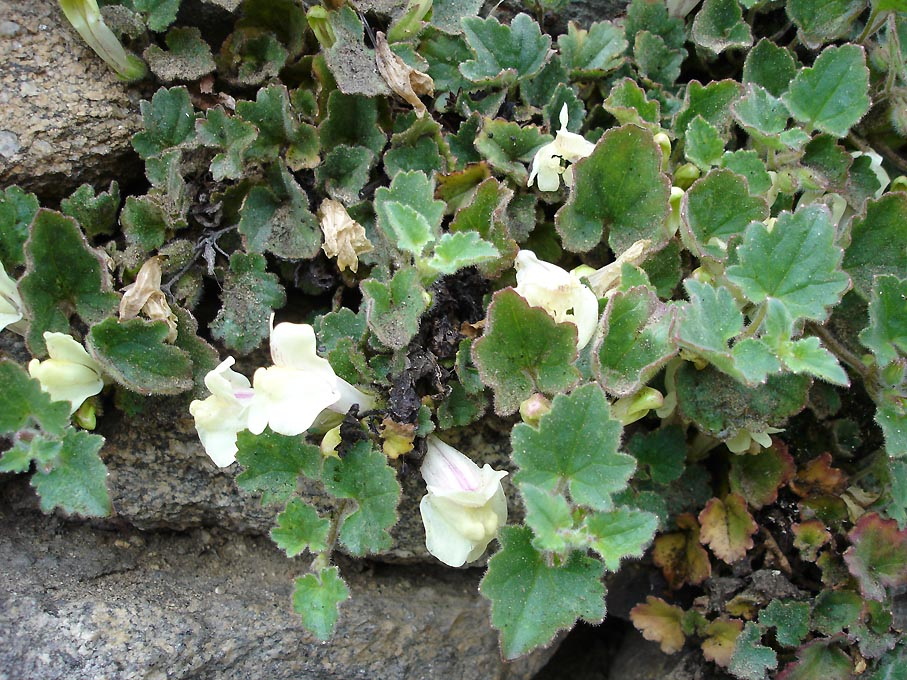
Touffes d'asarine couchée, Marcevol, dans les Pyrénées-Orientales.
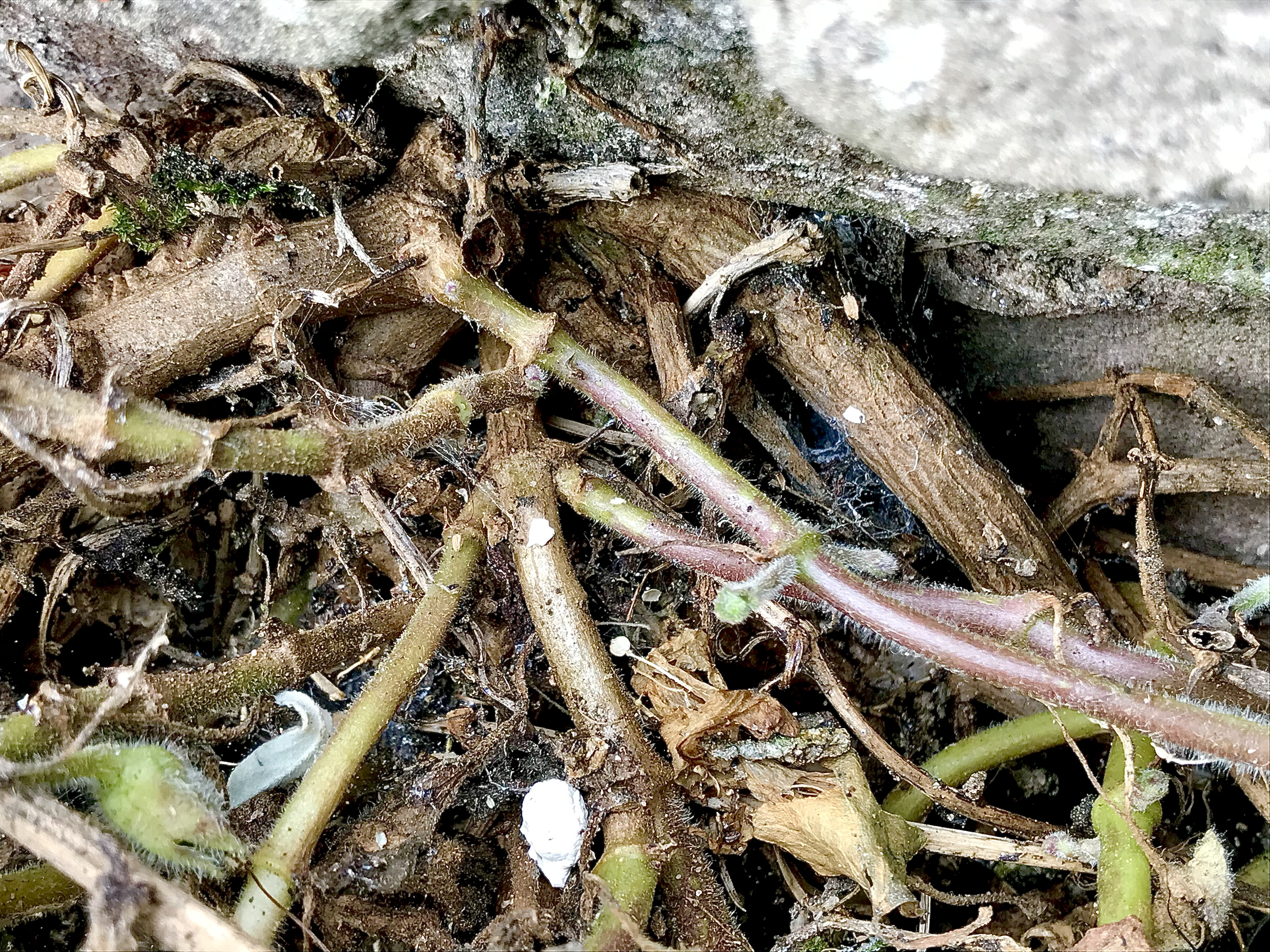
Souche subligneuse issue d'une crevasse dans un mur d'église à Paxton, dans les Scottish Borders.
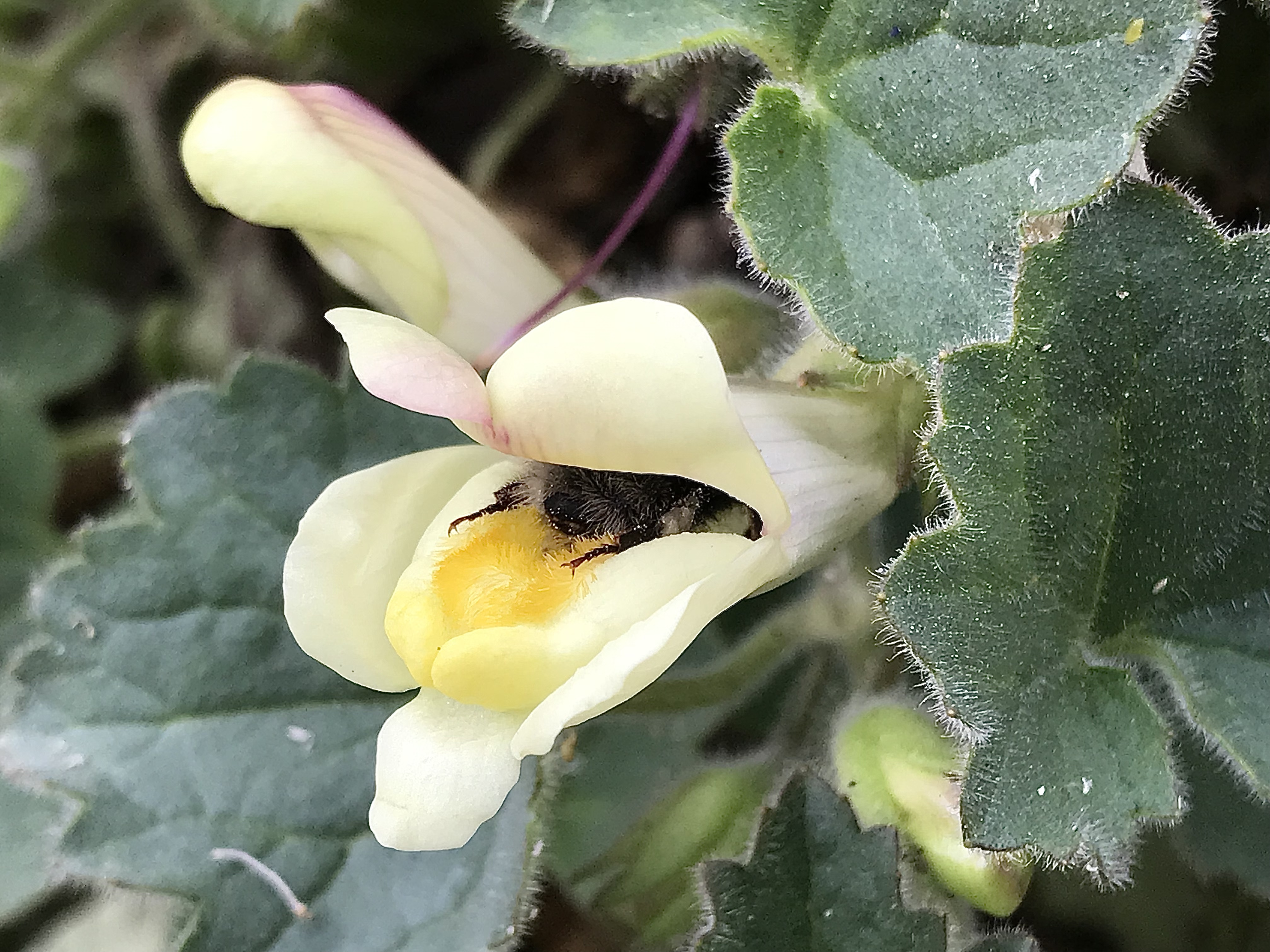
Fleur pollinisée par le bourdon des jardins.
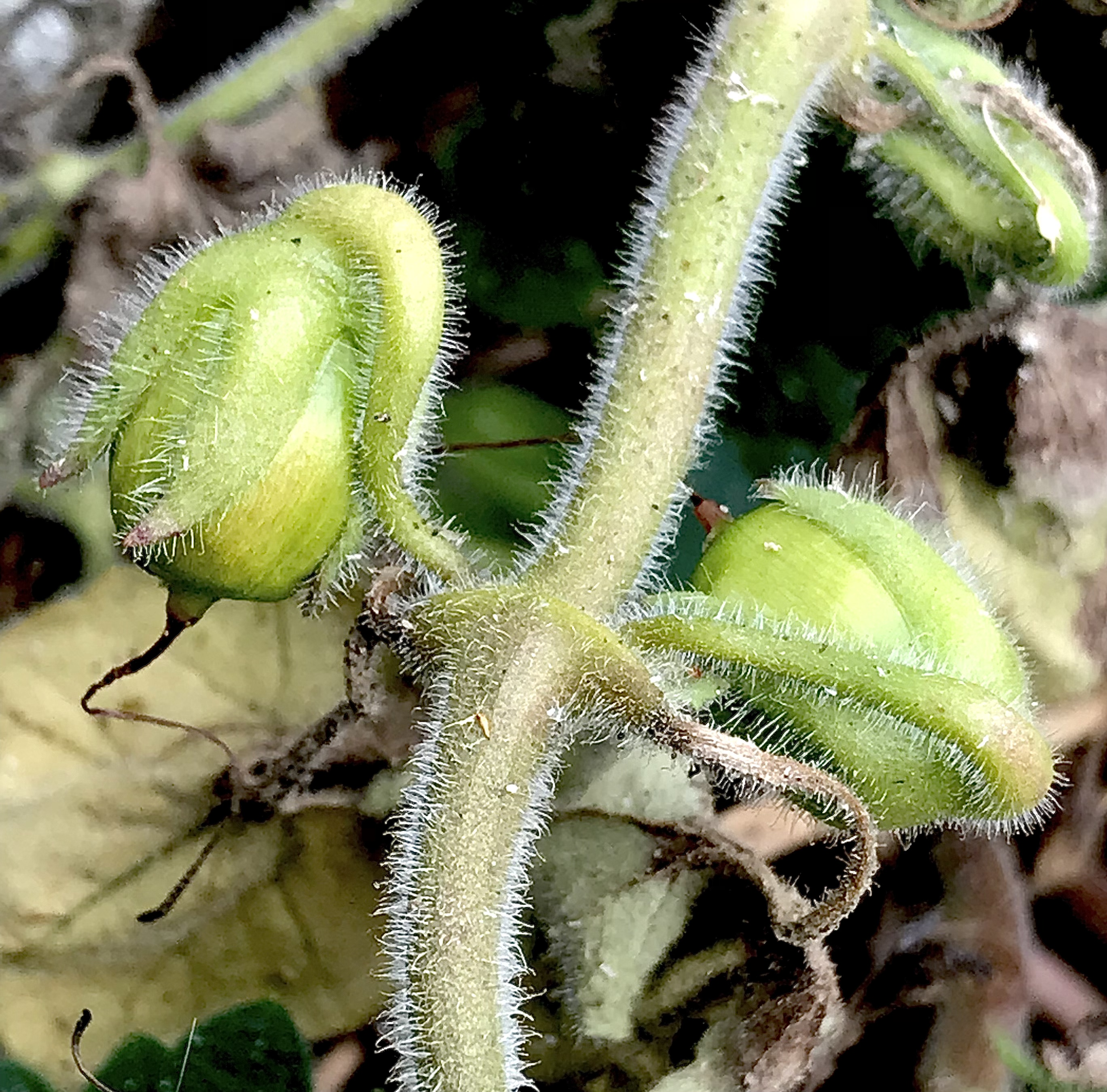
Capsules appariées, présentant des pédoncules distinctifs, effilés et réfléchis, portées à un nœud avec des feuilles opposées appariées.
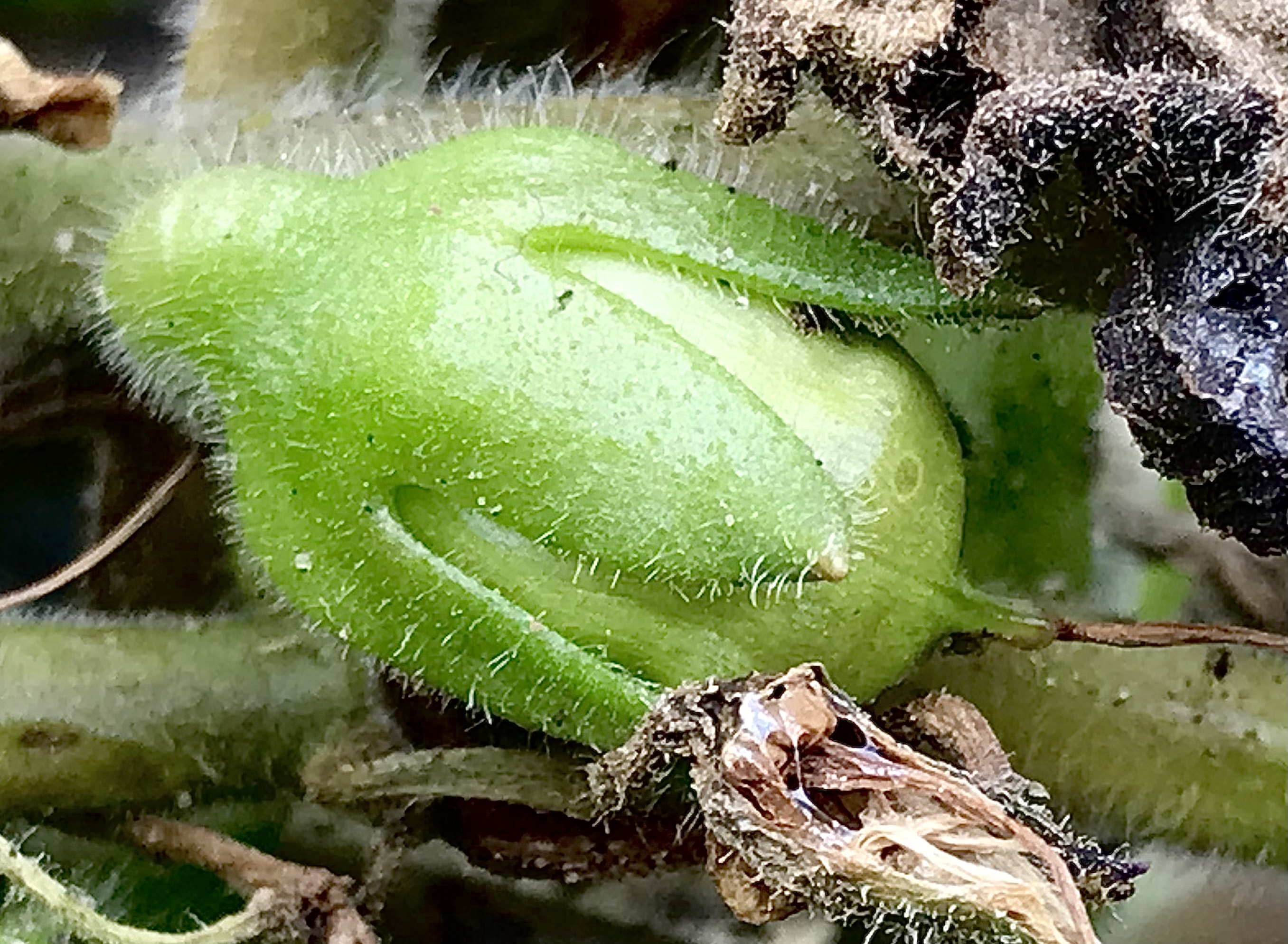
Capsule glabre à pédoncule et calice pubescents.
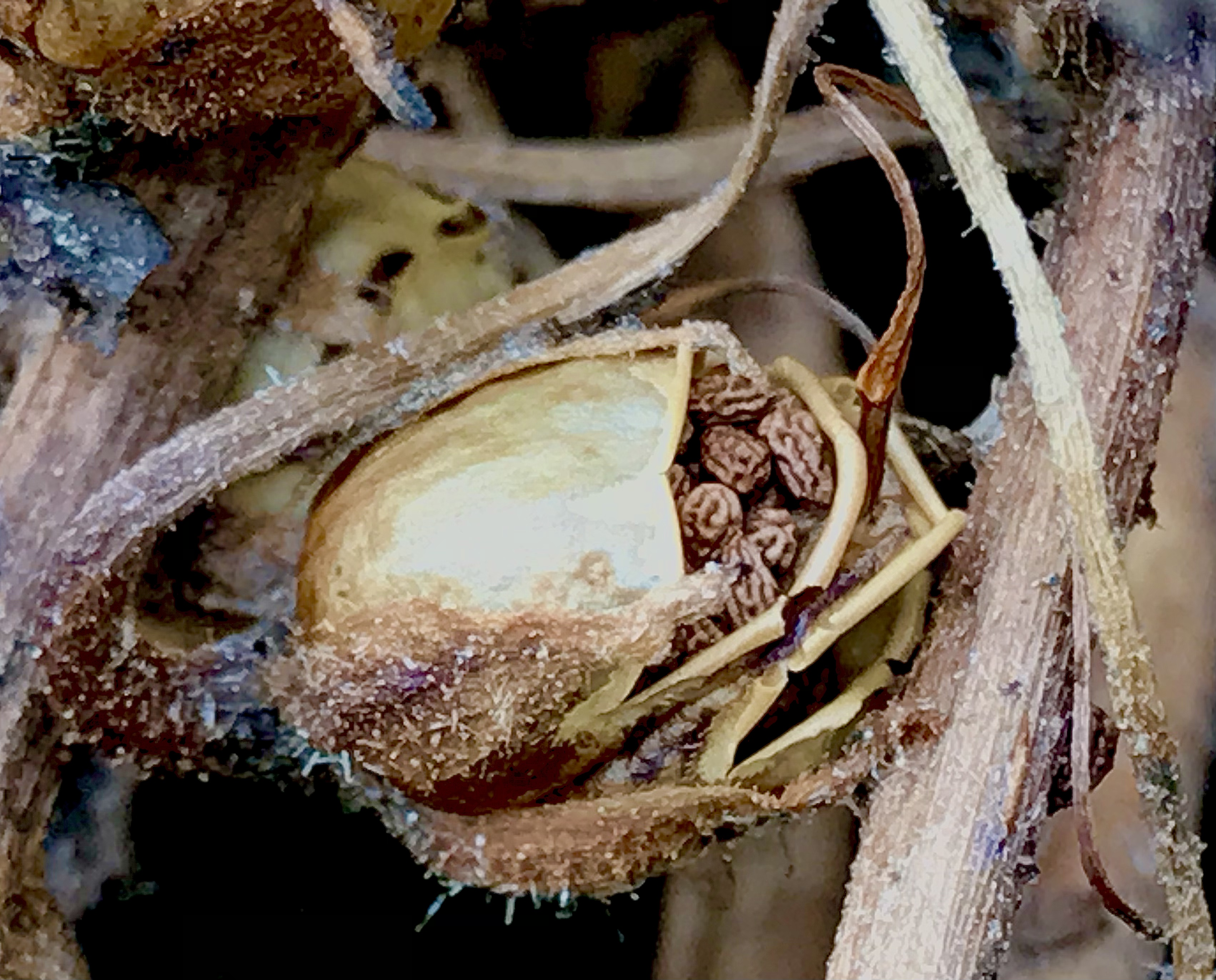
Capsule mûre déhiscente par trois valves pour révéler des graines ressemblant à de petits cerveaux.